# ۱۲۳۴ (خورشیدی)
۱۲۳۴ هزار و دویست و سی و چهارمین سال هجری خورشیدی، سالی کبیسه است.

## رویدادها
فتح‌الله خان اکبر